# 志村本線料金所

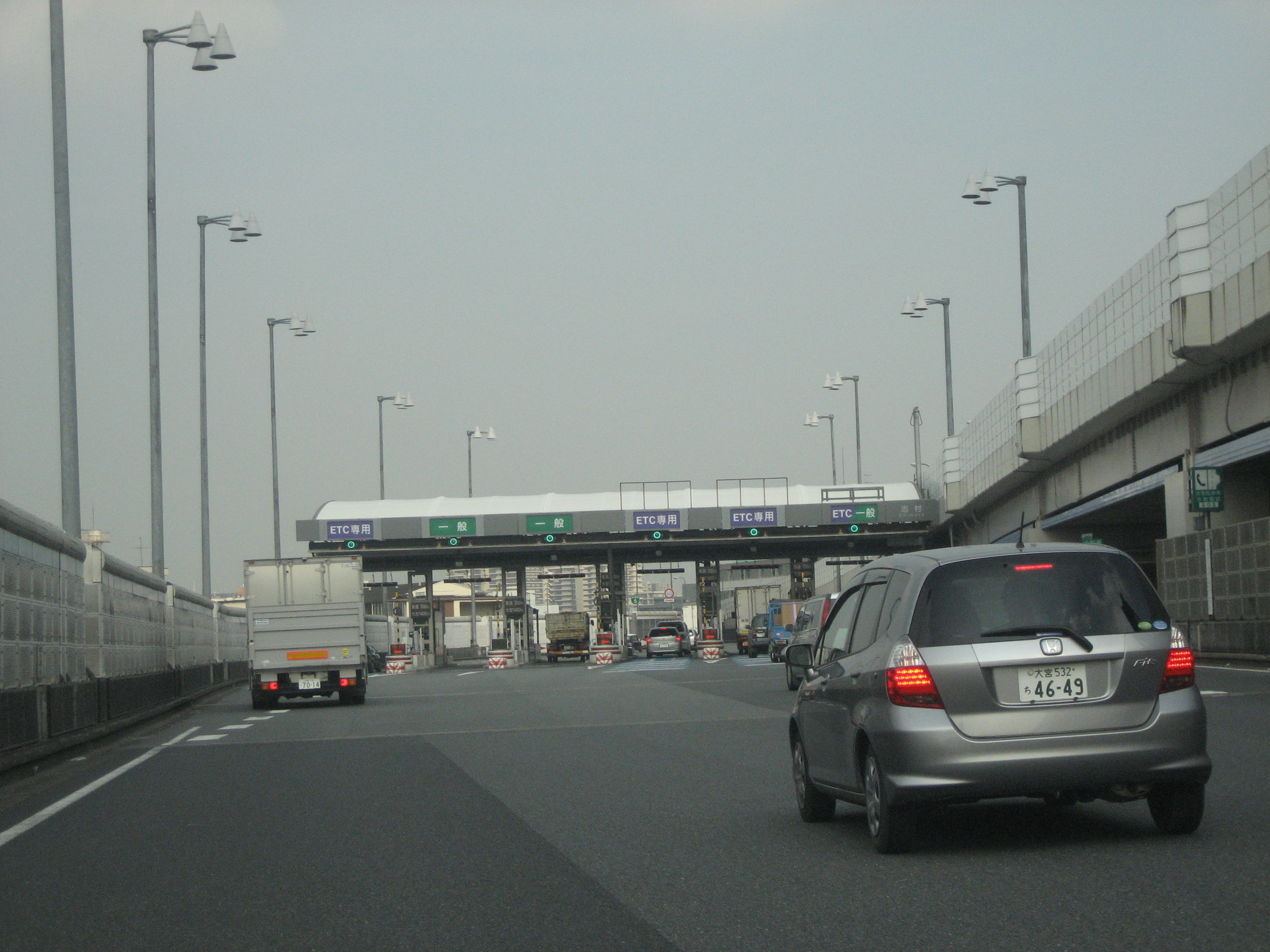
志村料金所

志村本線料金所（しむらほんせんりょうきんじょ）は、東京都板橋区にある、首都高速5号池袋線の上り線に設置されている本線料金所である。美女木JCT・戸田南入口・高島平入口・中台入口より首都高速へ流入した非ETC車に対して料金徴収を行う。
中台出入口との合流点、および志村PAとほぼ一体構造となっている。このため、料金所手前の右側車線における分岐・合流およびPAの出入り部分で流れが悪くなる場合がある。このための対策として、最も右側の車線にバリケード等を設置しPA利用車専用レーンとしている場合がある。また、料金所ブースが比較的広いのに対して、ここを抜けた後2車線に減少するまでの区間が極端に短く、合流時に渋滞が起きやすい。

## 路線
- 首都高速5号池袋線

## 料金所
- ブース数：6
  - ETC専用：3
  - ETC/一般（PAからの入線用）：2
  - 閉鎖中：1

## 隣
首都高速5号池袋線
(511,512)板橋本町出入口 - 志村PA/TB - (513)中台出入口